# Ringzähler

4 Bit Ringzähler mit Reset

Ein Ringzähler, auch Ringschieberegister genannt, ist eine elektronische Schaltung und dabei eine Sonderform eines Schieberegisters, bei dem der Ausgang des letzten Registers (Flipflops) auf den Eingang des ersten zurückgeführt wird.
Bei jedem Takt wird die im Schieberegister anliegende Information um eine Stelle weitergeschoben. Nachdem die Information das letzte Register erreicht hat, erreicht sie beim nächsten Takt wieder das erste. Das in die Schieberegister eingespeicherte Bitmuster bewegt sich also zyklisch durch den Ringzähler.
Wenn man eine Eingangsfrequenz an den Takteingang legt, wird als Ausgangsinformation entsprechend der Länge des Ringzählers und des eingespeicherten Bitmusters eine entsprechende Ausgangsinformation gebildet.

## Ringzähler als Frequenzteiler
Man kann einen Ringzähler als Frequenzteiler verwenden. Dabei lassen sich sowohl symmetrische als auch unsymmetrische Kurvenformen am Ausgang erzielen. Wenn ein Ringzähler dabei aus n Registern (Flipflops) besteht und ein einzelnes Signal eingespeichert ist, wird eine Frequenzteilung 1:n erreicht.
Bei einem vierstufigen Zähler ergibt sich das in folgenden Beispielen dargestellte Verhalten:
Beispiel: Voreinstellung 1000
Takt 1: 1000 (Beginn des ersten Zyklus)
Takt 2: 0100
Takt 3: 0010
Takt 4: 0001 (Ende des ersten Zyklus)
Takt 5: 1000 (Beginn eines neuen Zyklus)
Das Tastverhältnis ist in diesem Fall unsymmetrisch. Man kann es durch geeignete Wahl des Bitmusters auch symmetrisch gestalten:
Beispiel: Voreinstellung 1100
Takt 1: 1100 (Beginn des ersten Zyklus)
Takt 2: 0110
Takt 3: 0011
Takt 4: 1001 (Ende des ersten Zyklus)
Takt 5: 1100 (Beginn eines neuen Zyklus)
Durch geeignete Wahl des Bitmusters und der Anzahl der Register, sowie durch Zusammenschaltung mehrerer Ringzähler, lassen sich sehr unterschiedliche  Übertragungsfunktionen erreichen. Bei einem Bitmuster 1010 wird eine Frequenzteilung 1:2 statt 1:4 erzielt.

## Johnson-Zähler

4-Bit-Johnson-Zähler als Animation

5-Bit-Johnson-Zähler als Animation

Beim Johnson-Zähler (auch Möbius-Zähler genannt) wird der Wert vom Ausgang invertiert auf den Eingang übertragen. Daraus ergibt sich ein anderes Verhalten als beim nichtinvertierten Ringzähler. 
Wenn alle Schieberegister am Anfang mit „0“ initialisiert sind, ergibt sich folgender Zyklus:
Takt 1: 0000 (Beginn des ersten Zyklus)
Takt 2: 1000
Takt 3: 1100
Takt 4: 1110
Takt 5: 1111
Takt 6: 0111
Takt 7: 0011
Takt 8: 0001 (Ende des ersten Zyklus)
Takt 9: 0000 (Beginn eines neuen Zyklus)
Dies ist der Johnson-Code.
Die Taktfrequenz am Ausgang ist in diesem Fall symmetrisch, und das Teilungsverhältnis beträgt bei einem vierstufigen Zähler 1:8.